# Rahel Draber
Rahel Ethel Draber (Duitsland, Ostendorf in Meitingen, 28 maart 1908 – Amsterdam, 20 september 1994) was een Nederlands harpiste van Duitse komaf. In Nederland is zij voornamelijk bekend als Rahel Mengelberg-Draber.
Ze was dochter van Hermann Wilhelm Theodor Draber en Charlotte Gertrud Elisabeth Friedburg. In april 1929 trouwde ze nog in Duitsland wonend met componist en dirigent Karel Mengelberg. Ze was moeder van componist en pianist Misha Mengelberg en psychiater Kasper Mengelberg. Het echtpaar met kinderen woonde jarenlang in Kiev en aan de Uiterwaardenstraat 406, Amsterdam-Zuid. Haar persoonlijke geschiedenis loopt gelijk op met die van haar man. Zij werd net als haar man gecremeerd op Westerveld.
Zij studeerde harp aan het Conservatorium in Zürich, speelde in het Tonhalle Orchester Zürich en studeerde verder aan de Staatliche Hochschule für Musik in Berlijn, alwaar ze haar man leerde kennen. Na de studie werkte het echtpaar bij het stadstheater van Greifswald, totdat hij kon werken bij het Reichs-Rundfunk-Gesellschaft en zij in het orkest van Hermann Scherchen. Op voorspraak van Kurt Adler kon ze aan de slag bij een symfonieorkest in Kiev en ontsnapte zo in 1935 aan het opkomende nazi-regime in Duitsland. Ze kwam van de regen in de drup, want in Oekraïne werd de strenge hand van Jozef Stalin, die eerst nog ontbrak, steeds voelbaarder. Er kwamen beperkingen op persoonlijk vlak, maar al snel ook in de muziek. Onder Stalins bewind werden moderniteiten in de kunst als ongewenst aangeduid en velen van de moderne componisten vielen in ongenade. Stalins bewind ging gepaard met toenemende achterdocht, het zorgde er uiteindelijk voor dat ze uit Kiev vertrokken, terug naar Amsterdam. In 1932 was zij overigens al een aantal keren te horen op de Nederlandse Radio met het KRO-orkest.
In 1938 en 1939 was ze harpist bij Het Klein Orkest van  Frieda Belinfante in het Concertgebouw. Tijdens de Tweede Wereldoorlog zat zij samen met haar man en zoon ondergedoken in het doktershuis van Landsmeer. Ze was van 1945 en 1973 harpiste bij de Nederlandse Opera, gaf uitvoeringen met kamermuziekensembles en gaf voorts les. Vera Badings was twee jaar leerlinge van haar, voordat die verder ging studeren bij Phia Berkhout.
- Gemeinsame Normdatei: 116881682
- Virtual International Authority File: 25365255
- WorldCat: E39PBJh4Bp7VRrc8jfmykT78md